# Touchstone Pictures
Touchstone Pictures fue una marca estadounidense distribuidora de películas de The Walt Disney Studios, propiedad de The Walt Disney Company. Con anterioridad, Touchstone Pictures operó como una marca de empresa productora de Walt Disney Studios, propiedad de The Walt Disney Company. Fundada el 15 de febrero de 1984 por Ron W. Miller el entonces CEO de Walt Disney como Touchstone Films, por lo general distribuye películas que tienen como destinatarios a una audiencia más madura con temas más oscuros que aquellos distribuidos por la marca Walt Disney Pictures.
Todas sus películas fueron distribuidas por Walt Disney Studios Motion Pictures (antes Buena Vista Pictures Distribution),  para medios domésticos; distribuidas por Walt Disney Studios Home Entertainment (antes Buena Vista Home Entertainment) y para distribución internacional por Buena Vista Internacional. 
Touchstone Pictures es solo una marca, y no una unidad de negocios separada, y no tiene existencia como empresa separada.
Sus socios productores con mayor éxito comercial en años recientes han sido Jerry Bruckheimer Films, DreamWorks Pictures, Summit Entertainment, Columbia Pictures, Warner Bros. Pictures, Blinding Edge Pictures, Icon Productions, Imagine Entertainment, Mandeville Films, Focus Features, Spyglass Entertainment, y Caravan Pictures.
The Walt Disney Company firmó un acuerdo de largo plazo con DreamWorks SKG para realizar la distribución de treinta películas. Mediante este acuerdo las producciones de DreamWorks serían distribuidas a través de Walt Disney Studios Motion Pictures (división de Walt Disney Studios) durante siete años bajo la marca Touchstone Pictures a partir del 2011. El acuerdo finalizó en el 2016 debido a la compra por parte de Comcast (dueño de NBCUniversal y dependencias; Universal Pictures y Focus Features) al estudio DreamWorks SKG.

## Películas
1984
- Splash
- Country

1985
- Baby, el secreto de la leyenda perdida
- My Science Project
- The Golden Girls

1986
- El color del dinero

1987
- Tres hombres y un bebé
- Good Morning, Vietnam

1988
- Muerto al llegar
- Sopa de gemelas
- ¿Quién engañó a Roger Rabbit?
- Cocktail

1989
- Socios y sabuesos
- La sociedad de los poetas muertos

1990
- Pretty Woman
- Dick Tracy
- Tres hombres y una pequeña dama

1991
- ¡Que tal Bob!
- The Rocketeer
- El Padre de la Novia

1992
- Noises Off!
- Cambio de Hábito
- 3 Ninjas

1993
- ¡Viven!
- The Nightmare Before Christmas
- Cambio de Hábito 2

1994
- Cuando un hombre ama a una mujer
- Uno contra otro
- Ed Wood

1995
- Ahora también abuelo
- Feast of July

1996
- Fenómeno
- Ransom
- Kazaam

1997
- Con Air
- Contracara (sólo distribución internacional)
- Starship Troopers (sólo distribución internacional)
- Kundun

1998
- Seis días, siete noches
- Armageddon
- Ojos de Serpiente (sólo distribución en Norteamérica)
- Rushmore
- Enemigo público
- Waterboy

1999
- 10 cosas que odio de ti
- Novia Fugitiva (sólo distribución internacional)
- Trece Guerreros
- Vidas al límite (sólo distribución internacional)
- Cradle Will Rock
- Gigoló Por Accidente (Solo distribución internacional)
- El hombre bicentenario (sólo distribución en Norteamérica)

2000
- Misión a Marte
- Alta fidelidad
- Más que amigos
- Shanghai Kid
- 60 segundos
- Coyote Ugly
- El protegido

200;1
- Pearl Harbor
- O Brother, Where Art Thou? (sólo distribución en Norteamérica)
- Los excéntricos Tenenbaum

200;2
- El Conde de Monte Cristo
- Señales
- Sweet Home Alabama
- Pandillas de Nueva York

2003
- Shanghai Kid En Londres
- La garganta del diablo
- Bajo el Sol de la Toscana

2004
- El quinteto de la muerte
- El Álamo
- El rey Arturo
- La Aldea
- Brigada 49

2005
- Plan de vuelo

2006
- Step Up
- El Gran Truco (sólo distribución en Norteamérica)
- Déjà vu
- Apocalypto

2007
- Wild Hogs

2009
- La propuesta
- Identidad Sustituta

2010
- ¡Otra vez tú!
- La última canción
- La fuente del amor

2011
- Gnomeo y Julieta
- Historias cruzadas
- Real Steel
- Caballo de Guerra

2012
- Lincoln (sólo distribución en Norteamérica)

2013
- El quinto poder

2014
- Need for Speed: La película

2015
- Magia extraña
- Puente de espías (sólo distribución en Norteamérica)